# كامل شاطر
كامل شاطر (مواليد 7 أبريل 1972) هو ملاكم تونسي، مثّل بلاده في الألعاب الأولمبية الصيفية في دورتي 1996 و2000.

## روابط خارجية
كامل شاطر على موقع أوليمبيديا (الإنجليزية)